# Kapel der Zeven Weeën
De Kapel der Zeven Weeën, ook wel de Kapel Onze Lieve Vrouw van Zeven Smarten, is een rooms-katholieke kapel in de Nederlandse plaats Megen. De kapel is gewijd aan Maria.

## Geschiedenis
De kapel is in 1733 gebouwd door franciscanen die in Megen een klooster hadden opgericht. Deze franciscanen hadden een broederschap die de Onze Lieve Vrouw van Zeven Smarten vereerden. Het kapel werd opgezet als klein stenen gebouwtje met zadeldak. Aan de voorzijde heeft het gebouw een ingezwenkte halsgevel met daarbij een portaal met fronton. Op het fronton staat geschreven: ‘Langs deze weg zet genen voet of zeg Maria wees gegroet. Na de Tweede Wereldoorlog zijn er vijf glas-in-loodramen geplaatst, gemaakt door Pierre van Rossum. Deze zijn geplaatst tegelijk met de herstelwerkzaamheden na de Tweede Wereldoorlog, waarbij de kapel enige schade heeft opgelopen. De processietochten naar de kapel zijn in de loop der tijd verdwenen.
De kapel is in 1973 aangewezen als rijksmonument.

## Galerij

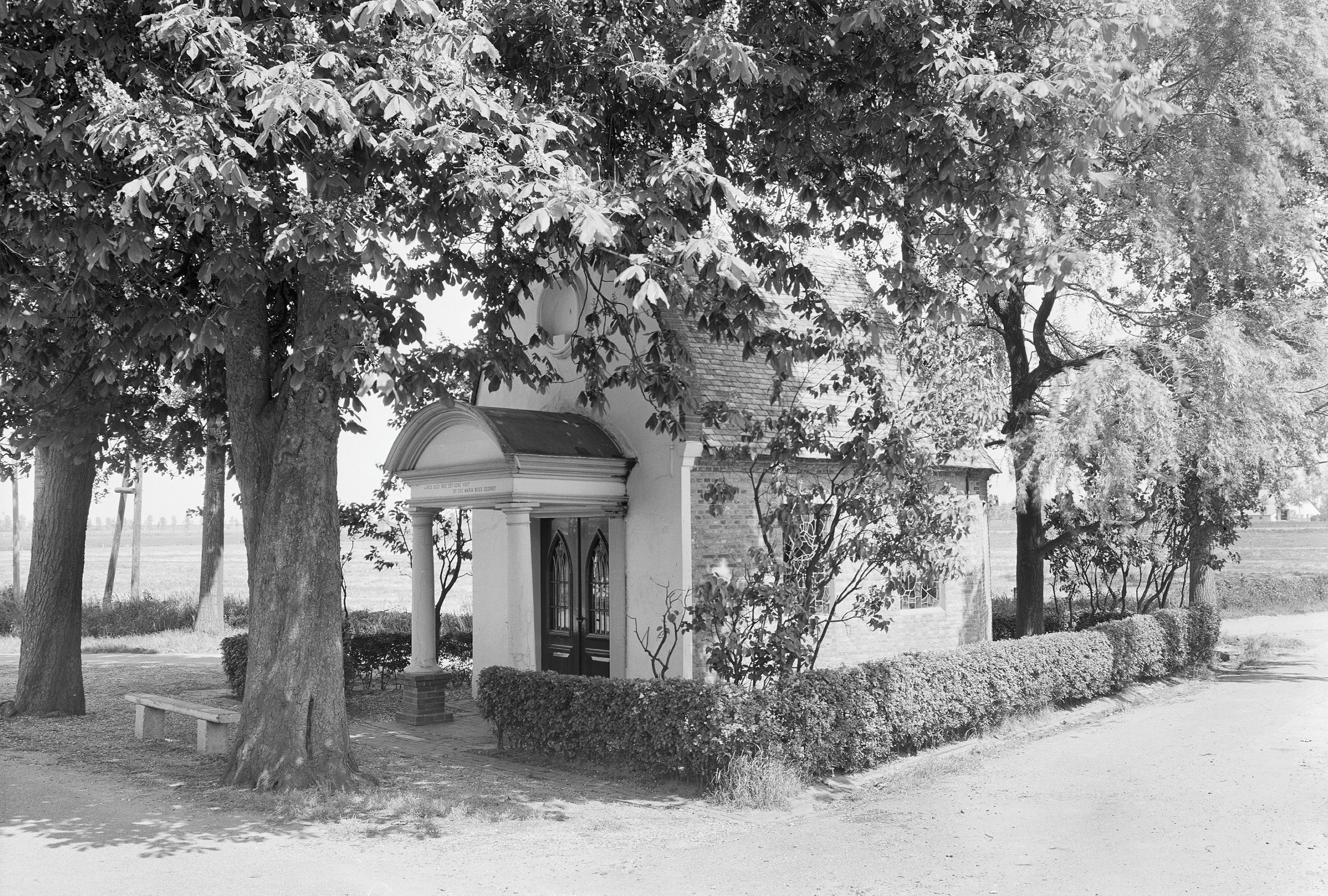
Aanzicht 1968
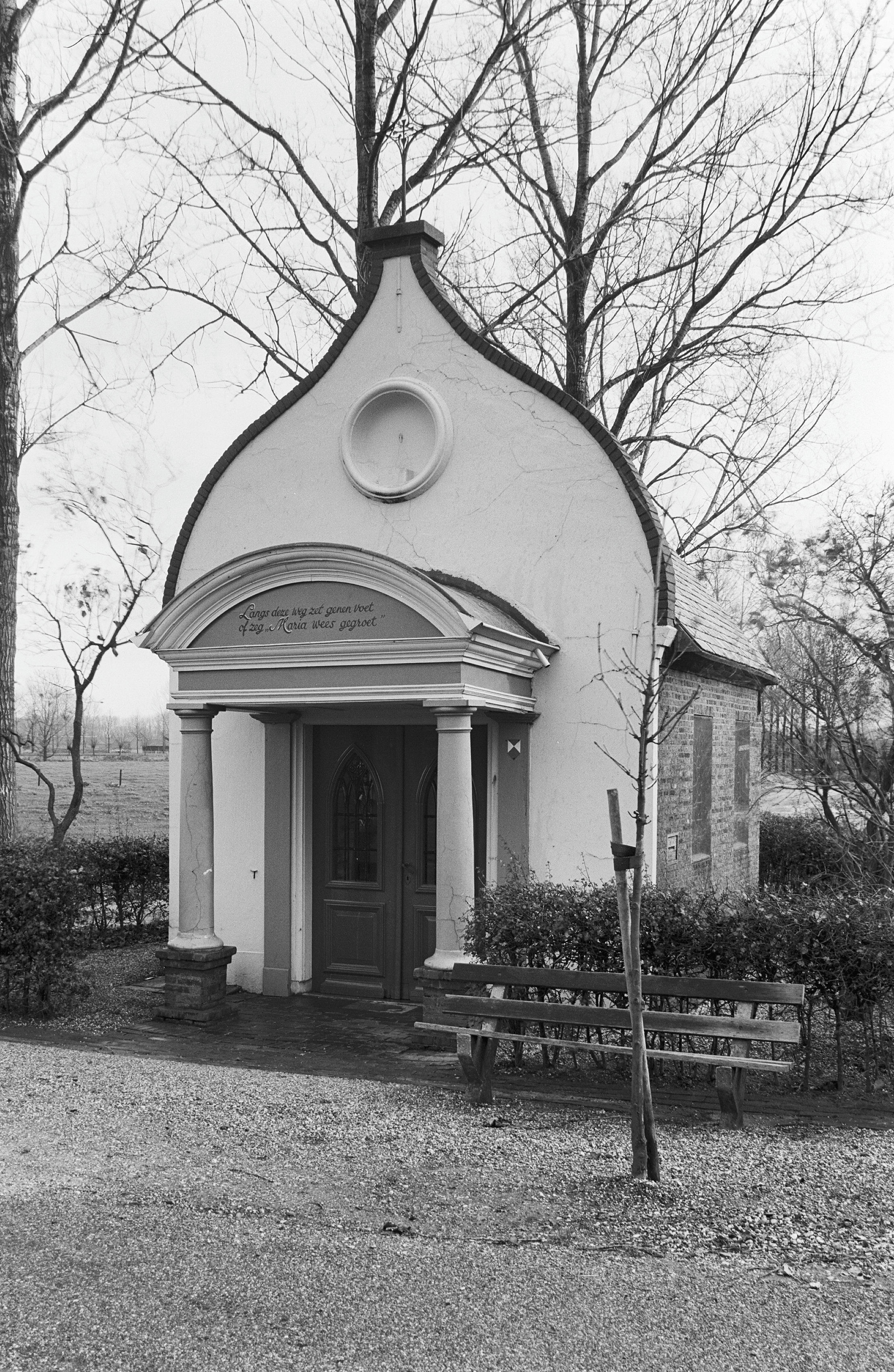
Aanzicht 1982
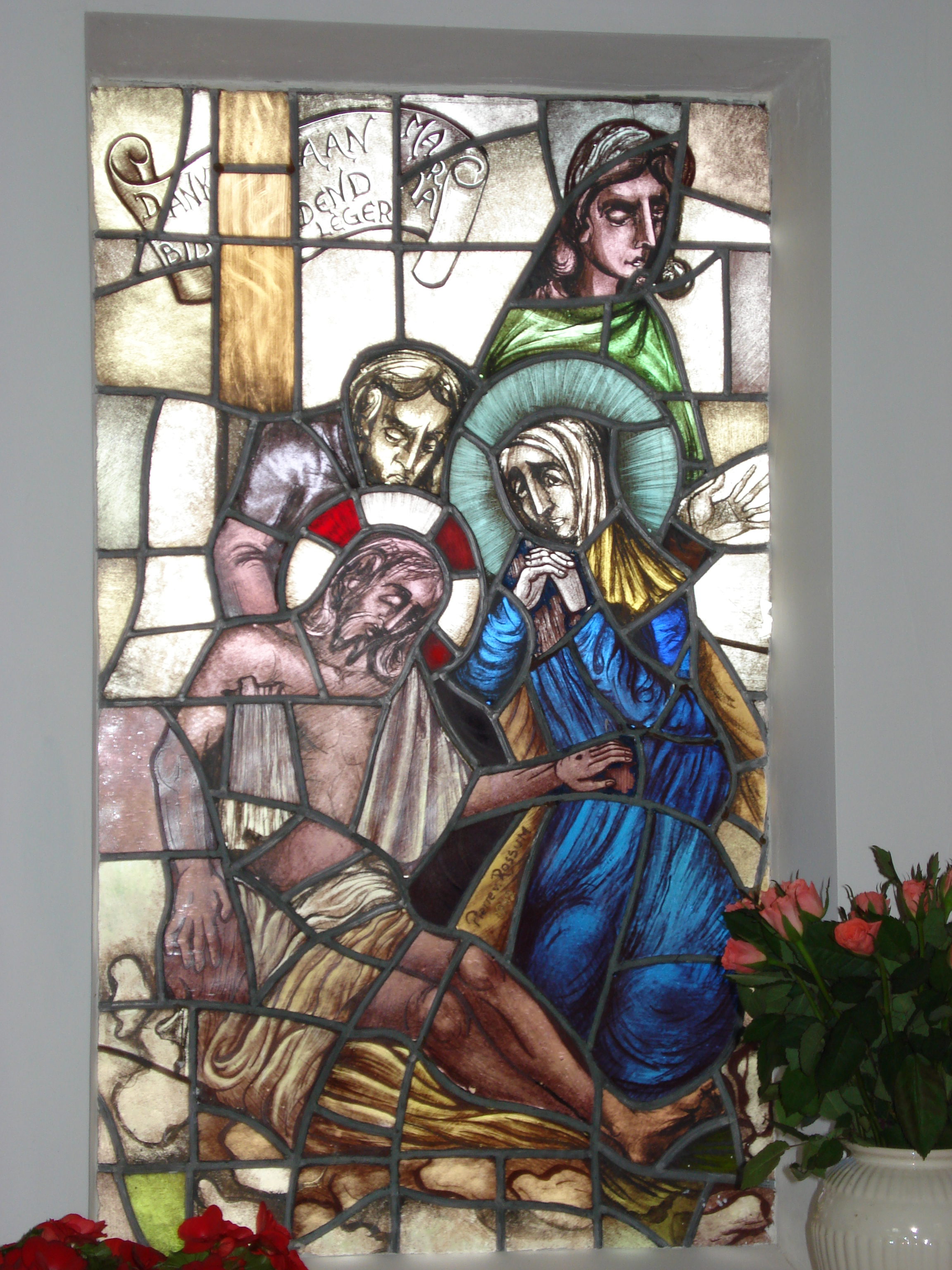
Glas-in-loodraam uit 1949 gemaakt door Pierre van Rossum over de kruisafneming van Jezus